# Pięć dni
Pięć dni (wł. Le cinque giornate) – włoski komediodramat z 1973 roku w reżyserii Daria Argenta. Jeden z niewielu filmów tego twórcy niebędących horrorami lub thrillerami. Projekt był też pierwszym filmem reżysera, który spotkał się z negatywnym przyjęciem widzów i nie stał się przebojem kasowym. Zdjęcia kręcono w Mediolanie i Pawii.

## Obsada
- Adriano Celentano − Cainazzo
- Enzo Cerusico − Romolo Marcelli
- Marilù Tolo − hrabina
- Luisa De Santis kobieta w ciąży
- Glauco Onorato − Zampino
- Carla Tatò − wdowa
- Sergio Graziani − baron Tranzunto
- Salvatore Baccaro − Garafino